# Lauenförde

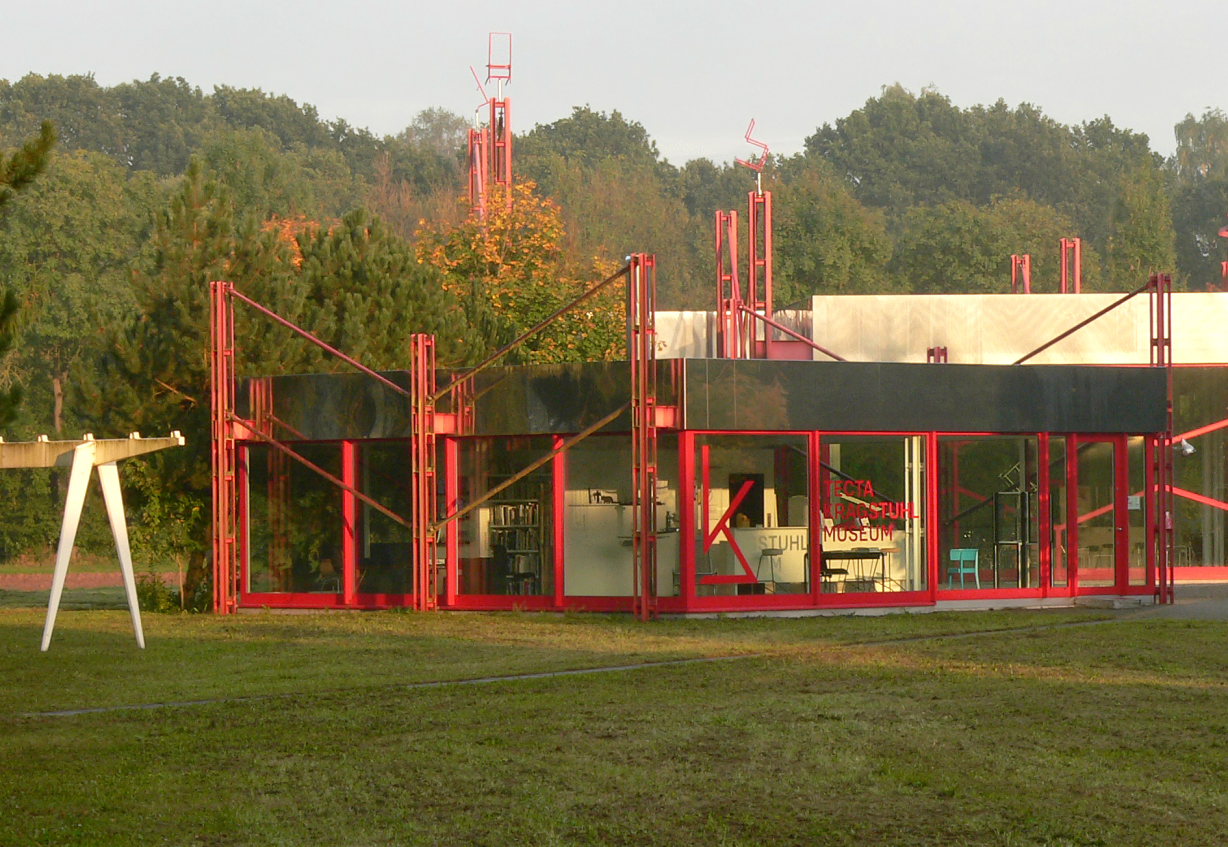
TECTA Kragstuhlmuseum

Lauenförde es un municipio situado en el distrito de Holzminden, en el estado federado de Baja Sajonia (Alemania). Tiene una población estimada, a fines de enero de 2023, de 2343 habitantes.
Forma parte de la mancomunidad de municipios (samtgemeinde) de Boffzen.
Está ubicado a poca distancia al oeste de la ciudad de Hannover —la capital del estado— y al este de la frontera con el estado de Renania del Norte-Westfalia.